# Molophilus aspersulus
Molophilus aspersulus là một loài ruồi trong họ Limoniidae. Chúng phân bố ở miền Tân bắc.